# Tobriloides choii
Tobriloides choii är en rundmaskart som beskrevs av Loof 1973. Tobriloides choii ingår i släktet Tobriloides och familjen Tripylidae. Inga underarter finns listade i Catalogue of Life.